# أوليغ بولياكوف
أوليغ بولياكوف (29 نوفمبر 1990 بكاميشين في روسيا - ) هو لاعب كرة قدم روسي في مركز الوسط. لعب مع توربيدو موسكو وFC KAMAZ Naberezhnye Chelny ‏ ودينامو بريانسك ونادي تيومين ‏ وسوكول ساراتوف ‏ وإنرجيا فولجسكي ‏ وFC Zenit-Izhevsk ‏.

## وصلات خارجية
- أوليغ بولياكوف على موقع قاعدة بيانات كرة القدم.إي يو (الإنجليزية)
- أوليغ بولياكوف على موقع Soccerway.com (الإنجليزية)